# 마치다시
마치다시(일본어: 町田市)는 일본 도쿄도 중남부에 있는 시이다. 1958년 2월 1일에 설립되었다.

## 지리
북쪽으로 도쿄도 하치오지시, 다마시와 접하고 서쪽으로는 가나가와현 사가미하라시, 동쪽으로 가나가와현 가와사키시 아사오구, 요코하마시 아오바구, 미도리구, 남쪽으로 야마토시와 접한다.

## 교통

### 도로
- 도메이 고속도로
- 국도 16호선
- 국도 246호선

### 철도
- 동일본 여객철도 요코하마선
- 도큐 전철 덴엔토시선
- 오다큐 전철 오다와라선

## 인구
| 연도 | 인구    | ±%      |
| ---- | ------- | ------- |
| 1920 | 23,620  | —       |
| 1930 | 26,669  | +12.9%  |
| 1940 | 32,020  | +20.1%  |
| 1950 | 52,486  | +63.9%  |
| 1960 | 71,269  | +35.8%  |
| 1970 | 202,499 | +184.1% |
| 1980 | 295,405 | +45.9%  |
| 1990 | 349,050 | +18.2%  |
| 2000 | 377,494 | +8.1%   |
| 2010 | 427,016 | +13.1%  |
| 2020 | 431,079 | +1.0%   |

## 주요 인물
- 토요구치 메구미
- 《포켓몬스터》의 제작자인 다지리 사토시